# Pablo Sarasate
mes informacio
Pablo Martín Melitón Sarasate y Navascués (Pamplona, 10 de març de 1844 – Biarritz, 20 de setembre de 1908) fou un violinista virtuós i compositor navarrès. Va ser successor de Paganini i les seves obres tenen una forma que es característica ja que tenen una gran simplicitat. No obstant, melòdicament són brillants. Sarasate tenia la vida a l'alta burgesia per tant, les seves obres eren destinades al públic de l'alta burgesia francesa que assistien als teatres i als salons de l'època.

## Biografia
Fill del músic militar Miguel Sarasate Juanenay i infant precoç, els seus pares van ser aviat conscients de les qualitats del seu fill i li van fer prendre lliçons de violí, amb un debut a la tendra edat de 7 anys, a La Corunya. Va estudiar a Santiago de Compostel·la entre 1846 i 1849 amb José Courtier, primer violí de la catedral i professor de l'Escola de Música de Santiago.
El 1852 es va traslladar a Pontevedra on va continuar els estudis musicals amb el músic local Urbano Casasvellas, mentre assistia assíduament als assajos de la banda del Regiment d'Aragó, que dirigia son pare. La Comtessa de Espoz y Mina li va concedir una pensió per a estudiar a Madrid. Una vegada a la capital d'Espanya, la reina Isabel II li atorgà una beca per a ampliar estudis a París, a on es va traslladar el 1856, i a on ingressà en el Conservatori sota la tutela de Jean-Delphin Alard. El 1857 va obtenir el Premi de Violí del conservatori parisenc, i dos anys després va començar la seua carrera de concertista que el portaria per tot Europa i Amèrica. L'èxit immediat que obtingué com a intèrpret va ser la causa que abandonés els estudis d'harmonia i composició.
Segons les crítiques i cròniques de l'època la seua força radicava més en la subtilesa d'interpretació que en el foc temperamental, unint atac, passió, flexibilitat i una facilitat natural per al violí. La seua tècnica de la mà esquerra va ser també famosa així com la velocitat d'execució. Arrancava el més bell so que puga esperar-se del violí sense palesar l'enorme esforç que això requeria.
L'any 1906 donà un memorable concert en el Royal Albert Hall, de Londres, en companyia del pianista Carlos Sobrino Rivas i amb motiu del comiat d'Adelina Patti, Sarasate i Sobrino recorrerien en triomf les principals ciutats dels Estats Units, i a principis del 1907 emprengueren una gira artística per Alemanya, que interrompé la malaltia del gran violinista navarrès.
Els millors compositors del seu temps van dedicar-li obres: Max Bruch (el Concert per a violí núm. 2 i la Fantasia Escocesa), Édouard Lalo (el Concert per a violí en fa menor i la Simfonia Espanyola), Wieniawski (el Concert per a violí núm. 2), o Camille Saint-Saëns (Introducció i Rondo Capriccioso i els concerts per a violí núm. 1 i núm. 3). La seua formació musical i l'esperit de triomf el van mantenir en actiu fins a la mort.
En el seu testament va cedir el seu violí Stradivarius i 25.000 francs al Conservatori de Madrid per a l'organització d'un premi que portara el seu nom i que acabaria convertint-se en el Premi Nacional de Violí.

## Sarasate compositor
Pel grau de dificultat tècnica de les peces del seu catàleg s'endevina que els elogis van haver de ser sincers, ja que no haguera compost el que ell mateix no s'atrevira a tocar amb propietat i brillantor. Una constant en les seues obres és el folklore espanyol com a punt de partida i com principal element rítmic i melòdic.

## Catàleg d'obres
Opus - Composició - Instrumentació
— Fantasia Capritx, violí i piano
— Souvenir de Faust, violí i piano
— Masurca en Mi, violí i piano
1 Fantasia de La forza del destino de Verdi, violí i piano
2 Homenatge a Rossini, violí i piano
3 Fantasia sobre La Dame blanche de Boieldieu, violí i orquestra
4 Réverie, violí i piano
5 Fantasia de Roméo et Juliette de Gounod, violí i piano
6 Caprice sobre Mireille de Gounod, violí i piano
7 Confidences, violí i piano
8 Souvenir de Domont, violí i piano
9 Les Adieux, violí i piano
10 Sérénade Andalouse, violí i piano
11 Le sommeil, violí i piano
12 Moscoviènne, violí i piano
13 Fantasia de Faust de Gounod, violí i orquestra
14 Fantasia sobre Der Freischütz de Weber, violí i orquestra
15 Mosaíque de Zampa, violí i piano
16 Gavota sobre Mignon d'Ambroise Thomas, violí i piano
17 Priére sobre Berceuse, violí i piano
18 Airs espagnols, violí i piano
19 Fantasia sobre on Martha de Flotow, violí i piano
20 Zigeunerweisen (Aires Gitanos), violí i orquestra
21 Malaguenya i Havanera, violí i piano
22 Romança andalusa i jota navarresa, violí i piano
23 Playera i zapateado, violí i piano
24 Capritx basc, violí i piano
25 Fantasia sobre Carmen de Bizet, violí i orquestra
26 Vito i havanera, violí i piano
27 Jota aragonesa, violí i piano
28 Serenata andalusa, violí i piano
29 El cant del rossinyol, violí i orquestra
30 Bolero, violí i piano
31 Balada, violí i piano
32 Muñeira, violí i orquestra
33 Navarra, violí i orquestra
34 Airs Écossais, violí i orquestra
35 Peteneras, caprice espagnol, violí i piano
36 Jota de San Fermín, violí i piano
37 Zortzico "Adiós Montañas mías", violí i piano
38 Viva Sevilla! , violí i orquestra
39 Zortzico de Iparraguirre, violí i piano
40 Introduction et fandango varié, violí i piano
41 Introduction et caprice-jota, violí i orquestra
42 Zortzico Miramar, violí i orquestra
43 Introduction et tarantelle, violí i orquestra
44 La Chase, violí i orquestra
45 Nocturn — Serenata, violí i orquestra
46 Gondoliéra Veneziana, violí i piano
47 Melodia romanesa, violí i piano
48 L'Esprit Follet, violí i orquestra
49 Cançons russes, violí i orquestra
50 Jota de Pamplona, violí i orquestra
51 Fantasia sobre Don Giovanni de Mozart, violí i piano
52 Jota de Pablo, violí i orquestra
53 Le Rève, violí i piano
54 Fantasia sobre La flauta màgica de Mozart, violí i orquestra.